# Gedigera, Yelbarga
Gedigera là một làng thuộc tehsil Yelbarga, huyện Koppal, bang Karnataka, Ấn Độ.